# یوسف داودی
یوسف داوودی (زاده ۱۳۴۳ در شهرستان سرآب - ) دامپزشک و نمایندهٔ دورهٔ دهم و دورهٔ یازدهم از حوزهٔ انتخابیهٔ سرآب در استان آذربایجان شرقی است.
وی با کسب ۳۱٬۱۵۸ رأی از مجموع ۵۴٬۰۵۶ رأی معادل ۵۷٫۶۴٪ درصد آرا در دور دوم با شکست نامزد فهرست امید به مجلس راه پیدا کرد.

## تحصیلات و مسئولیت‌ها
یوسف داوودی در سال ۱۳۴۳ در یک خانواده متدین و مذهبی در شهرستان سرآب دیده به جهان گشود. وی تحصیلات ابتدایی، راهنمایی و دبیرستان خود را تمام و موفق به اخذ مدرک دیپلم از دبیرستان امام خمینی (ره) شهر سرآب شد.
وی بعد از اتمام تحصیلات خود در سال ۱۳۷۱ به استخدام دانشگاه گردید و در دانشکده دامپزشکی در دوره دکتری، از مقطع فوق دیپلم تا مقطع دکتری و در شهرهای تبریز ارومیه، مراغه، شبستر و سرآب به عنوان استاد و هیئت علمی دانشگاه شروع به تدریس کرد. یوسف داوودی در طول مدت تدریس شروع به خدمت، معاینه و درمان بیماران دامی در تمام روستاهای حومه شهرستان سرآب پرداخت.

## جستارهاس وابسته
- فهرست نمایندگان دوره دهم مجلس شورای اسلامی
- ضیاءالله اعزازی ملکی
- سلمان خدادادی